# Explorabucht
Die Explorabucht ist eine Nebenbucht der Yule Bay an der Pennell-Küste des ostantarktischen Viktorialands. Sie liegt westlich des Kap Dayman und südwestlich der Sentry Rocks.
Wissenschaftler der deutschen Expedition GANOVEX I (1979–1980) nahmen ihre Benennung vor. Namensgeberin ist die SV Explora, ein an der Forschungsreise beteiligtes Schiff.